# Chelsea Hotel
Das Chelsea Hotel ist ein denkmalgeschütztes Hotel in Manhattan in New York City.

## Beschreibung
Das Gebäude befindet sich im Stadtteil Chelsea in Midtown Manhattan an der West 23rd Street zwischen der Seventh und Eighth Avenue. Die Adresse des Hotels lautet „222 West 23rd Street“. Das Künstler- und Einkaufsviertel Chelsea besitzt zahlreiche Boutiquen, Galerien, Schallplatten- und Buchläden. Bei dem Hotel handelt es sich um ein zwölfstöckiges, 55 Meter hohes, 250 Zimmer umfassendes, rot gestrichenes Backsteingebäude. Die unteren sieben Obergeschosse sind über die Breite der Fassade mit schwarz lackierten, mit Blumenornamenten verzierten Balkonen aus Gusseisen ausgestattet. Aufgrund einer großen Zahl bekannter Maler, Schriftsteller, Musiker und Künstler, die zeitweise darin wohnten und arbeiteten, erwarb sich das Haus den Ruf eines legendären „Künstlerhotels“ und zählt zum kulturellen Lokalkolorit von New York.

## Künstlerhotel
Im Chelsea Hotel übernachteten beziehungsweise wohnten zahlreiche Musiker, Schriftsteller und Künstler wie Salvador Dalí, Thomas Wolfe, Arthur Miller, Dylan Thomas, Charles R. Jackson, Nico, Bob Dylan, Tom Waits, Jimi Hendrix, Janis Joplin, Catherine Leroy, Falco, Rosa von Praunheim, Valerie Solanas, K. R. H. Sonderborg und Leonard Cohen (der dem Hotel mit dem Lied Chelsea Hotel #2 auf dem Album New Skin for the Old Ceremony ein musikalisches Denkmal setzte). Das Chelsea ist vor allem in den 1960er-Jahren durch die New Yorker Underground-Kunstszene (unter anderem Andy Warhol) bekannt geworden, die das Hotel als „Spielwiese“ für ihre Film- und Kunstaktivitäten entdeckt hatten. 1966 drehten Warhol und Paul Morrissey den international erfolgreichen Experimentalfilm Chelsea Girls in dem Hotel. Mitwirkende waren u. a. Nico, Edie Sedgwick, Gerard Malanga und Marie Menken. Viele Maler haben ihre Hotelrechnungen mit ihren Bildern bezahlt, die teilweise noch heute im Foyer hängen. Patti Smith und ihr Freund Robert Mapplethorpe wohnten mittellos im Chelsea Hotel, als Mapplethorpe wegen seines unsteten Lebenswandels von gesundheitlich schlechter Verfassung war und er von einem im Hotel ansässigen Arzt behandelt wurde. Im Chelsea Hotel lernte Patti Smith den Bob-Dylan-Weggefährten Bob Neuwirth kennen, dem sie ihre Gedichte vorlas und der sie daraufhin ermutigte, daraus Songs zu machen. Für Patti Smith war das Hotel „wie ein Puppenhaus in der Twilight Zone, mit Hunderten von Zimmern, von denen jedes ein eigenes kleines Universum barg.“ Als der tschechoslowakische Filmregisseur Miloš Forman wegen des Prager Frühlings gezwungen war, seine Heimat zu verlassen, emigrierte Forman in die Vereinigten Staaten und lebte fast drei Jahre lang im Chelsea Hotel.
In die Schlagzeilen kam das Hotel, als im Oktober 1978 mutmaßlich der Punk-Musiker Sid Vicious im Zimmer Nummer 100 seine Freundin Nancy Spungen erstach und im folgenden Februar im selben Zimmer an einer Überdosis verstarb.

## Geschichte
Das Chelsea Hotel wurde von dem Schriftsteller und Architekten Philip Hubert gebaut und 1884 zunächst als Appartementkomplex eröffnet. Hubert, ein Schüler des Gesellschaftstheoretikers Charles Fourier, hatte das Haus als erschwingliche Wohnmöglichkeit mit vielen Gemeinschaftsräumen geplant. Im Jahr 1905 erfolgte die Umwandlung in ein Hotel.
1946 wurde das Hotel von drei ungarischstämmigen Geschäftspartnern übernommen: David Bard, Joseph Gross und Julius Krauss. 65 Jahre lang blieb das Hotel im Besitz dieser Familien. David Bards Sohn Stanley fing 1957 an, mit Klempnerarbeiten im Haus auszuhelfen. Als sein Vater 1964 starb, übernahm er dessen Anteile und begann, das Hotel zu managen. In den darauf folgenden vier Jahrzehnten schuf er eine Atmosphäre, die Künstler und Kreative anzog. Sie wohnten als Hotelgäste oder Dauermieter im Chelsea, bezahlten teilweise mit ihren Werken oder beschenkten Bard aus Sympathie damit. Das Chelsea Hotel wurde am 15. März 1966 von der New Yorker Landmarks Preservation Commission als Denkmal ausgewiesen. Seit 27. Dezember 1977 ist es als Kulturdenkmal in das National Register of Historic Places eingetragen.
2007 wurde die Familie Bard von der Minderheit der anderen Eigentümer zum Verkauf des Hotels gedrängt, Stanley Bard wurde als Manager abgesetzt. Das Haus wurde mehrmals weiterverkauft, bis es 2011 von BD Hotels übernommen wurde. Die neuen Eigentümer begannen sofort mit Renovierungsarbeiten, die ein Jahr dauern sollten, aber erst 2022 vollständig abgeschlossen wurden. Drei Viertel des Hauses standen zuvor leer, das restliche Viertel wurde von Dauermietern bewohnt, die sich ein Bleiberecht erstritten haben. Künstler wie Ethan Hawke, der für den Film Chelsea Walls im Hotel gedreht hatte, setzten sich für den Erhalt des Hotels im alten Stil ein.

## Rezeption
- Der kanadische Sänger Leonard Cohen beschreibt in seinem Song Chelsea Hotel No 2 des Albums New Skin for the Old Ceremony ein Treffen mit Janis Joplin im namensgebenden Hotel.
- Die erste Platte Chelsea Girl der Sängerin Nico bezieht sich auf das Hotel und ihre Rolle in dem Warhol-Film Chelsea Girls. Sie bezeichnete sich auch selbst später in einem Interview als „The Chelsea Girl“.
- Nach dem Chelsea Hotel wurde ein Cocktail benannt, der aus Gin, Orangenlikör und Zitronensaft besteht.
- Der Roman Chelsea Horror Hotel von Dee Dee Ramone, bekannt geworden als Bassist der US-Punk-Band Ramones, hat seinen Schauplatz größtenteils im Chelsea Hotel. Das Haus war nach Beendigung seiner Karriere mit der Band über längere Zeit auch Wohnort des Autors.[23]
- Der österreichische Rockstar Falco drehte das Musikvideo zu No Answer im Chelsea Hotel.
- Luc Besson drehte Teile des Films Léon – Der Profi im Treppenhaus und Flurbereich des Hotels.
- Klaus Lemke drehte hier Teile seines Films Sylvie (1973) mit dem Fotomodell Sylvie Winter.
- Für seinen Film Tally Brown, New York (1979) porträtierte Rosa von Praunheim den Künstler Ching Ho Cheng in seinem Studio im Chelsea Hotel.
- 1981 drehte Nigel Finch für die BBC Chelsea Hotel, eine Episode der Doku-Serie Arena. Darin zu sehen sind u. a. Andy Warhol, Nico und Quentin Crisp.[24]
- Der Autor Joseph O’Neill lebte seit 1998 im Chelsea Hotel. Sein 2009 erschienener Roman Niederland spielt hauptsächlich im Hotel.
- Der Singer-Songwriter Ryan Adams verbrachte einige Wochen im Chelsea Hotel und schrieb daraufhin den Song Hotel Chelsea Nights.
- Singer-Songwriter Rufus Wainwright schrieb 1999 hier sein Album Poses.[25]
- 2008 drehte der New Yorker Regisseur Abel Ferrara einen Dokumentarfilm über das Hotel mit dem Titel Chelsea on the Rocks. Zu sehen sind unter anderen Bijou Phillips, Ethan Hawke, Dennis Hopper, Adam Goldberg, Gaby Hoffmann, Giancarlo Esposito, Grace Jones, Ghostface Killah und Robert Crumb.[26][27][28]
- 2016 wurde die Musik-Revue Chelsea Hotel im Stuttgarter Kammertheater uraufgeführt.[29]
- In dem Dokumentarfilm Stiv: No Compromise, No Regrets über den Punk-Sänger Stiv Bators von Regisseur Danny Garcia von 2019 kommt das Chelsea Hotel vor, da Stiv Bators dort zeitweise mit seiner Freundin übernachtete.
- In dem Song The Tortured Poets Department, der sich auf dem gleichnamigen Album von 2024 befindet, erwähnt Popsängerin Taylor Swift das Chelsea Hotel im Zusammenhang mit Dylan Thomas und Patti Smith: „I laughed in your face and said, you're not Dylan Thomas. I'm not Patti Smith. This ain't the Chelsea Hotel. We're modern idiots.“

## Galerie

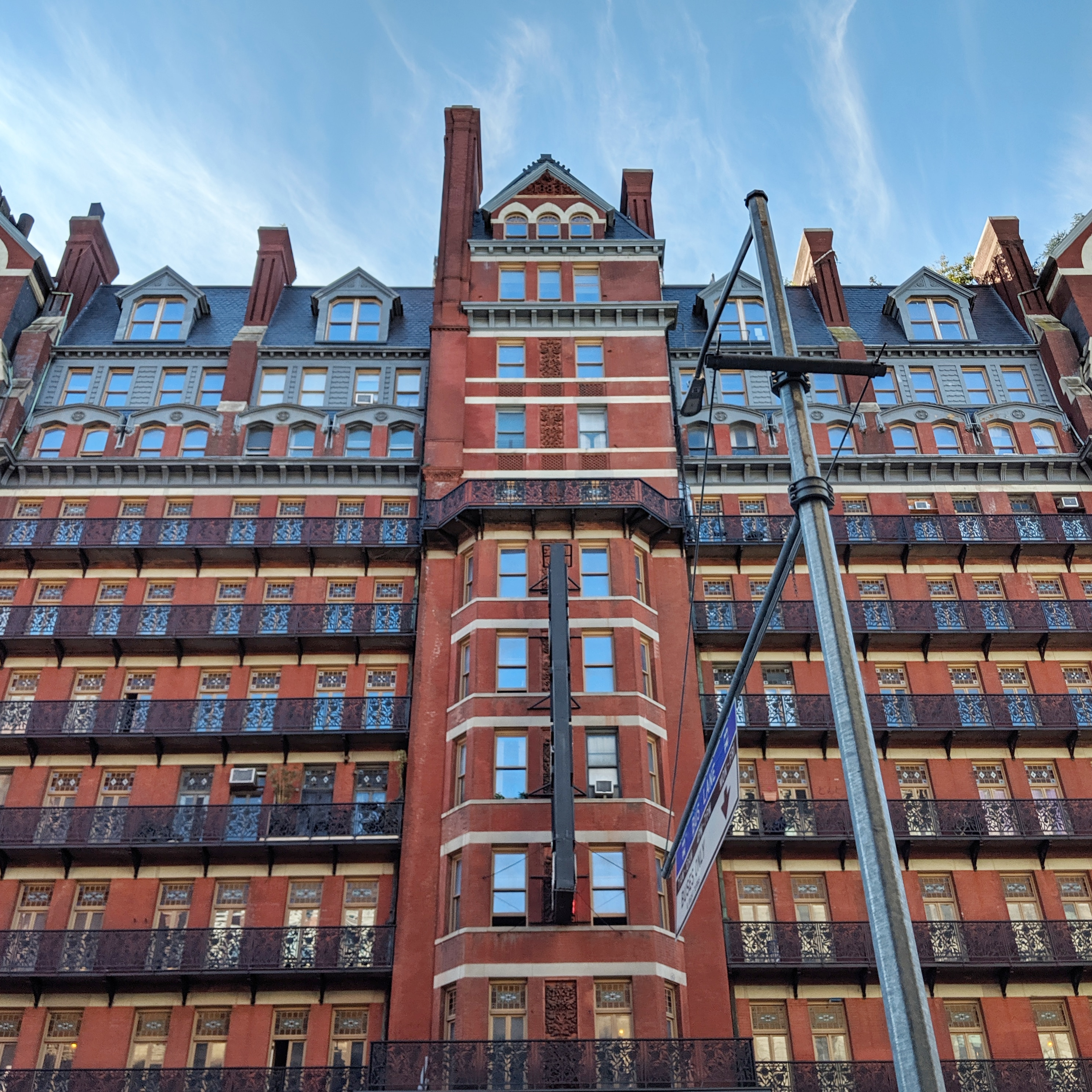
Die Fassade (November 2019)
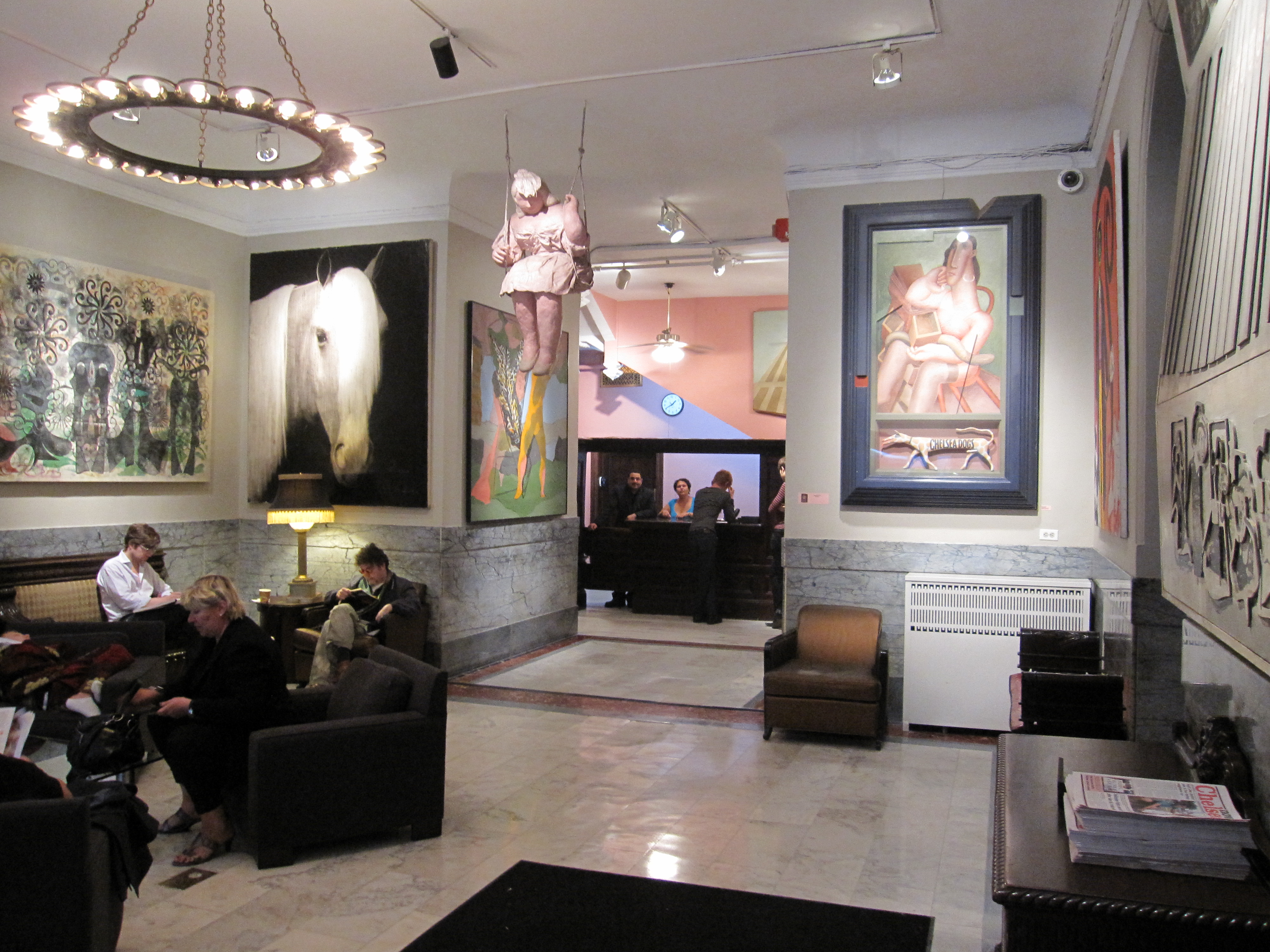
Blick in die Lobby
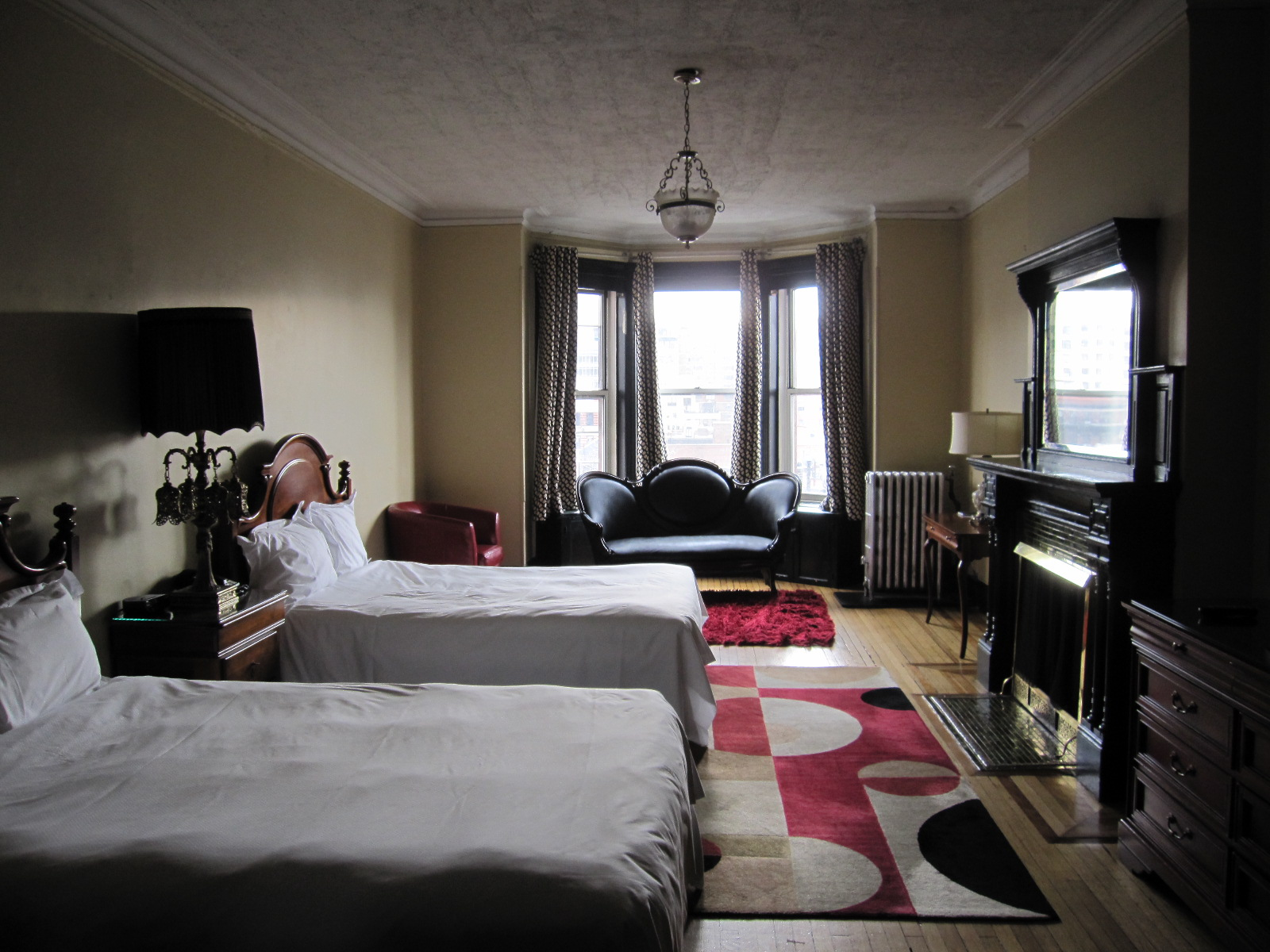
Eine Junior Suite
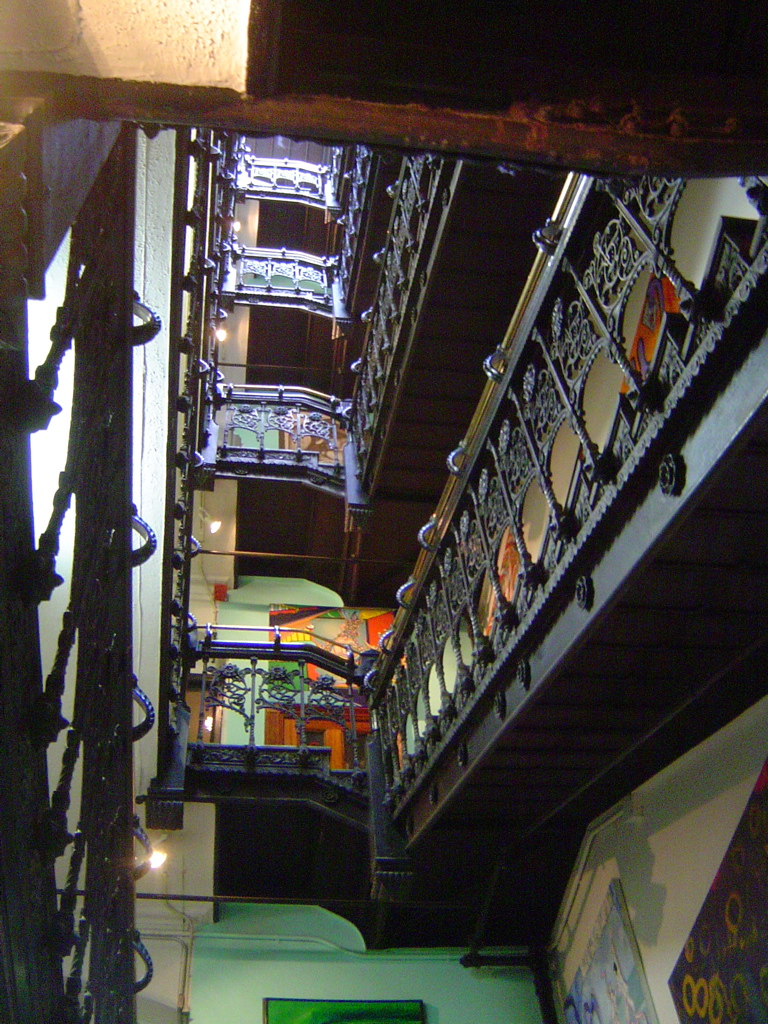
Treppenhaus
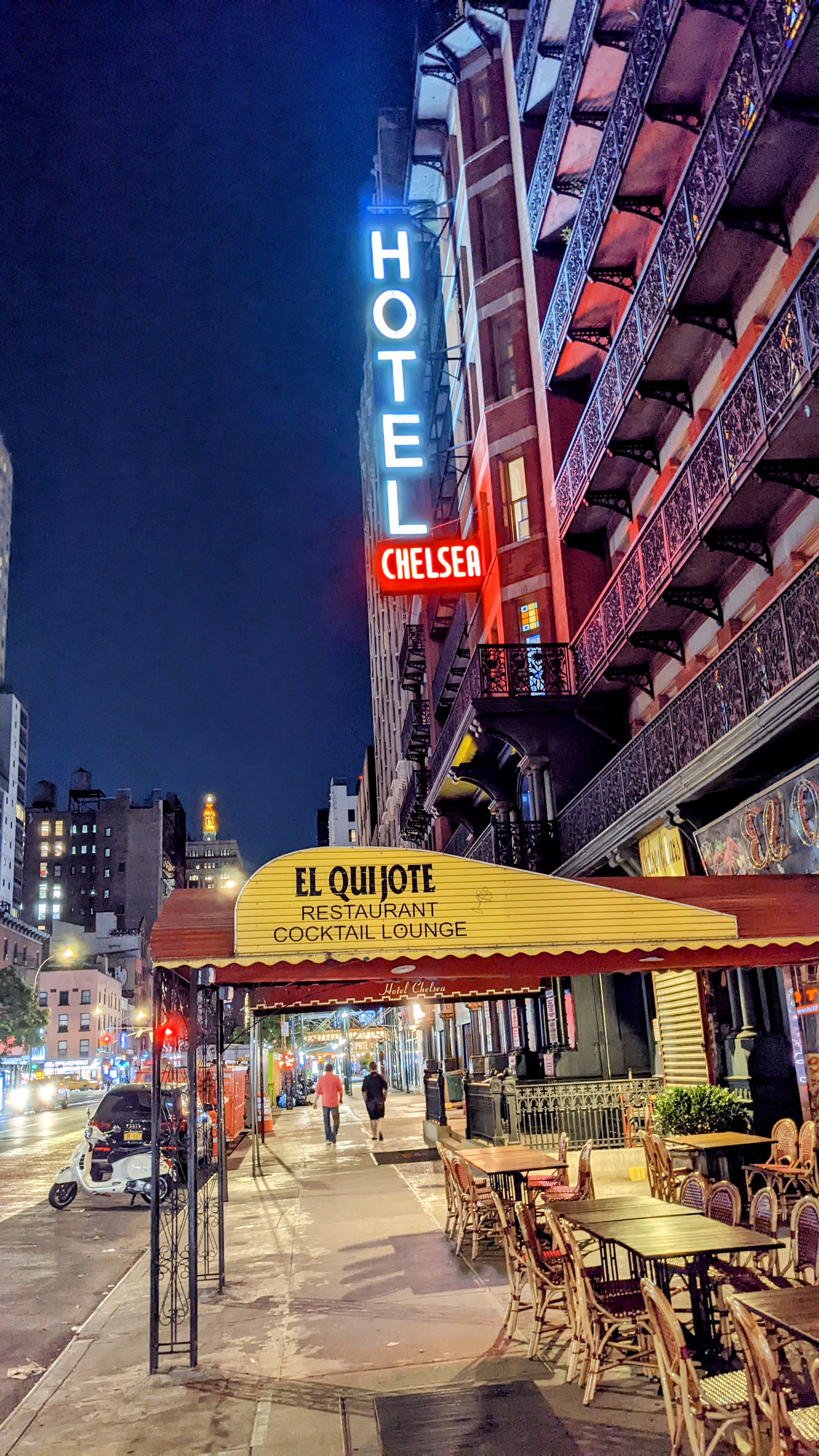
Bei Nacht im Juli 2022